# Disco pirata
Disco pirata es el primer disco en concierto del grupo de rock hispano-argentino Los Rodríguez. Se trata de un álbum en vivo publicado en 1992 por RTVE y reeditado en 1998 por la discográfica Dro East West / Gasa y producido por el propio grupo.
El disco cuenta con cuatro temas en directos de su primer disco 'Buena suerte' (1991). Además versiones de diverso artistas clasícos del rock español, como Moris, Sergio Makaroff y  Charly García. La Joya del disco es el Bolero arrabalero Copa rota, grabada en estudio, que cierra el álbum.

## Listado de temas
1. Boogie de los piratas (Los Rodríguez) - 2:45
2. No estoy borracho (Sergio Makaroff) - 5:02
3. Mr. Jones (Charly García) - 1:42
4. Mi enfermedad (Calamaro) - 3:36
5. Enganchate conmigo (Calamaro) - 5:10
6. A los ojos (Calamaro/Rot) - 4:12
7. Adiós, amigos adiós (Calamaro) - 3:22
8. Canal 69 (Rot/Calamaro/Infante) - 3:04
9. Rock del ascensor (Sergio Makaroff) - 3:16
10. Sábado a la noche (Moris) .- 5:40
11. Copa rota (De Jesús) - 4:30

(P)1992 Warner music Spain S.A /Wea international, Inc.

### Personal
- Germán Vilella: Batería
- Andrés Calamaro: Piano, órgano Hammond y voz
- Julián Infante: Guitarra y voz
- Ariel Rot: Guitarra y voz
- Candy Caramelo: Bajo